# Fisioterapia em reumatologia
A fisioterapia em reumatologia é uma área de atuação que busca promover a qualidade de vida e a promoção da saúde em indivíduos com doenças reumáticas.
As doenças reumáticas caracterizam-se por manifestações crônicas e degenerativas que geram limitações das atividades de vida diária. Dores, redução dos movimentos articulares, recrutamento neuromuscular inadequado, perda do condicionamento cardiovascular e respiratório, alterações do trofismo da pele, além de transtornos em outros sistemas, fazem parte do conjunto de incapacidades apresentadas por estes indivíduos.
Para algumas condições, como lombalgia aguda e crônica, osteoartrite e ombro doloroso, tais modalidades terapêuticas são direcionadas à aplicação de recursos fisioterapêuticos anti-inflamatórios e analgésicos que, na maioria das vezes, não são destinados a programas estruturados para a recuperação de movimentação funcional. Em outras condições reumáticas, são encontradas, na literatura, iniciativas de utilização do exercício físico com finalidades educativas e terapêuticas.
De acordo com a Sociedade Brasileira de Reumatologia (SBR)  pessoas que são fisicamente ativas são mais saudáveis e vivem por mais tempo, quando comparadas àquelas inativas e que algumas modalidades de exercícios poderiam ser seguramente realizados por portadores de doenças reumáticas. 
As condições reumáticas somam hoje mais de 200 variedades, que são definidas em grupos patológicos por artropatias, doenças inflamatórias e hereditárias do tecido conjuntivo, e distúrbios da coluna vertebral, dentre outras. 

## Doenças reumáticas
Segundo a Sociedade Brasileira de Reumatologia, as doenças reumáticas são: 
- artrite idiopática juvenil;
- artrite reumatoide;
- doença de Behçet;
- esclerodermia;
- espondiloartropatias soronegativas;
- fibromialgia;
- gota;
- lombalgia;
- lúpus eritematoso sistêmico;
- manifestações reumáticas relacionadas ao vírus da imunodeficiência humana (AIDS);
- osteoartrite (Artrose);
- polimialgia reumática e arterite de células gigantes;
- pseudogota;
- reumatismo de partes moles;
- síndrome anti-fosfolípide;
- síndrome de Sjögren;
- vasculites.

## Tratamento
O tratamento medicamentoso é aquele prescrito pelo médico. Já o não medicamentoso é conduzido por outros profissionais, como fisioterapeutas, terapeutas ocupacionais, psicólogos, nutricionistas, odontologistas, entre outros. Em muitos casos a formação de uma equipe multiprofissional é de grande utilidade e pode minimizar o impacto da doença e do tratamento medicamentoso.
O tratamento tende a começar com a educação do paciente sobre a doença, com informações como o risco das lesões articulares, bem como sobre os riscos e benefícios das modalidades de tratamentos existentes. Durante os tratamentos, a abordagem multidisciplinar é muito importante, incluindo o profissional fisioterapeuta.   A fisioterapia atua em todas as fases da doença, diminuindo a dor, mantendo ou recuperando a mobilidade e prevenindo as atrofias musculares e as deformidades articulares. 

## Exercícios físicos
Dentre as estratégias não farmacológicas para doenças reumáticas, os exercícios físicos abordam o desenvolvimento da amplitude de movimento, funcionalidade, capacidade cardiovascular e resistência muscular. Pessoas que são fisicamente ativas, são mais saudáveis e vivem por mais tempo, quando comparadas àquelas inativas. 
A  hidroterapia  é  um  dos  recursos mais  antigos  da  fisioterapia,  sendo definida  como  o  uso  externo  da  água com  propósitos  terapêuticos.  É  um  recurso  muito  utilizado  no  processo  de reabilitação  especialmente  em  pacientes  reumáticos,  por  possuir  algumas vantagens  devido  às  propriedades  físicas  e  efeitos  fisiológicos  propiciados pelo  meio  aquático.  
É  frequentemente  recomendada  para  pacientes com  artrite,  pois  proporciona  uma gama  de  benefícios  incluindo  redução de  edema,  dor  e  da  sobrecarga  sobre as  articulações  já  lesionadas. No entanto, existem poucas pesquisas que abordam os tipos de exercícios físicos e a melhor forma de execução. 
A  artrite reumatoide é uma das maiores causas de limitação da exercício físico e, a inatividade pode piorar a doença, criando um círculo vicioso, que vai complicando cada vez mais o quadro, dificultando a melhora. Muitas pessoas que têm artrite estão “fora de forma”, são mais “fracas”, com menos flexibilidade, sentindo mais dor que o necessário, devido principalmente às “complicações” da inatividade. 
Dor, rigidez, fadiga e o medo de piorar, podem fazer com que o paciente reaja contra o exercício. No entanto, para o reumático, um programa de exercício apropriado é extremamente importante e saudável.  Exercícios físicos leves, como caminhadas representam um fator positivo na qualidade de vida de mulheres com fibromialgia.

## Impacto das doenças reumáticas na qualidade de vida e os benefícios da fisioterapia
Indivíduos com doenças reumáticas podem apresentar prejuízos em sua qualidade de vida, visto que estas enfermidades podem desencadear desde pequenas deformidades até incapacidade funcional. A qualidade de vida é indicativa de morbidade e mortalidade e apresenta um papel importante nas decisões referentes à destinação de recursos, ao desenvolvimento de intervenções e ao tratamento de indivíduos com doenças reumáticas. 
Indivíduos com doenças reumáticas apresentam restrições em atividades cotidianas, tornando-se fisicamente inativos, fato que provoca uma perda gradual da qualidade de vida. 
Em uma entrevista com a fisioterapeuta Lia Mara Wibelinger, ela relata que na reabilitação destes indivíduos, é importante notar que a reabilitação é um processo diário, que não termina simplesmente com um número pequeno de sessões de fisioterapia, e necessário envolver intervenção diária e passar por diversas etapas, por isto a importância da educação destes indivíduos no sentido de que aprendam a ter autocontrole e a se educarem dentro das limitações impostas pela condição clínica é fundamental.

## Educação do paciente e autocuidado
As escolhas dos indivíduos com doenças reumáticas são decisivas para a definição dos impactos que a doença pode causar em sua vida, bem como de suas capacidades e limitações funcionais futuras. O tratamento deve envolver, além das medidas farmacológicas, estratégias que possibilitem a educação do mesmo.  
Nesse sentido, ação educativa deve facilitar a adoção voluntária de comportamentos ou crenças favoráveis à saúde. Programas de educação ao paciente têm sido adotados em diversos serviços de reumatologia como um recurso coadjuvante no tratamento dessas doenças.  
Esses programas têm como objetivo permitir que o paciente participe efetivamente do seu próprio tratamento, desenvolvendo a capacidade de lidar com os problemas, fazendo escolhas conscientes sobre seu tratamento e pensando nas consequências de suas atitudes. 
Além disso, o conhecimento sobre a doença e os medicamentos, orientações em relação a proteção articular e sobre a própria postura do indivíduo, proporcionados no trabalho em grupo com os pacientes com doenças reumáticas, fazem com que os indivíduos assumam um papel mais ativo, na medida em que mobilizam a participação e controle diante dos sintomas da doença, atuando, assim, diretamente no incremento da qualidade de vida. 

## Outras informações
Atualmente, os fisioterapeutas que estudam as doenças reumáticas contam com uma abordagem baseada em evidências em sua tomada de decisão clínica, que inclui seu próprio julgamento clínico, preferência do paciente e evidências derivadas de resultados de pesquisa científica. Os estudos tem aumentado sobre o assunto e são úteis para dar o suporte nas tomadas de decisões clínicas.  
A European League Against Rheumatism (abreviado EULAR ) é uma organização não governamental europeia que representa as pessoas com artrite/reumatismo, profissionais de saúde e sociedades científicas de reumatologia de todas as nações europeias. Os objetivos do EULAR são reduzir o fardo das doenças reumáticas no indivíduo e na sociedade e melhorar o tratamento, a prevenção e a reabilitação das doenças músculo-esqueléticas. O EULAR promove a tradução dos avanços da pesquisa em cuidados diários e luta pelo reconhecimento das necessidades das pessoas com doenças reumáticas pelos órgãos governamentais na Europa.  
As revistas científicas de reumatologia têm um bom potencial de divulgação científica de estudos de qualidade e a maioria podem ser acessados gratuitamente, além disso, a prática baseada em evidências é uma abordagem de solução de problemas para a tomada de decisão que incorpora a busca da melhor e mais recente evidência, competência clínica do profissional e os valores e preferências do paciente dentro do contexto do cuidado. 

## Futuro da fisioterapia em reumatologia
A área de estudo e de atuação dos fisioterapeutas em reumatologia é promissora. De acordo com o Conselho Federal de Fisioterapia e Terapia Ocupacional (COFFITO) ainda não existe a especialidade de fisioterapia em reumatologia. O CREFITO-8, que é responsável pelos fisioterapeutas do Paraná, por meio de seu grupo de trabalho de fisioterapia em reumatologia, encaminhou em junho de 2017 proposta ao COFFITO de reconhecimento e normatização da especialidade profissional de fisioterapia em reumatologia.  